# Guilherme Santos
Guilherme Santos (født 5. februar 1988) er en brasiliansk fodboldspiller.